# أرول كايا
أرول كايا (بالتركية: Erol Kaya)‏, (ولد: 1 أكتوبر 1959, آقيازي في صقاريا, تركيا) سياسي تركي. ونائب حالي وسابق في البرلمان التركي لأكثر من دورة ممثلا عن حزب العدالة والتنمية.